# Berzeviczy Pál
Berzeviczy Pál (berzevicei) (1758 – Buda, 1828. március 18.) tanácsos.
magyar királyi helytartósági tanácsos és altárnokmester volt. Nyomtatásban megjelent munkái:
1. Aug. imperatricis Mariae Theresiae obitum deflens Hungaria. Viennae. 1780.
2. Alcides a válaszuton. Metastasio Péter után olaszból ford. Pest, 1793.